# Jordi Cervós i Navarro
Jordi Cervós i Navarro (Barcelona, 9 de gener del 1930 - Matadepera, 14 de novembre de 2021) fou un metge català amb una trajectòria destacada en l'estudi de la neurologia, que va ser catedràtic de Neuropatologia i vicerrector de la Universitat Lliure de Berlín, i primer rector de la Universitat Internacional de Catalunya.

## Biografia
Després de fer dos anys de pastor al Pallars Sobirà, va estudiar als col·legi Balmes dels Escolapis i es llicencià en medicina a les Universitats de Barcelona i Saragossa.
El 1952 marxà a Berlín, on treballà com a metge en clíniques neurològiques d'Àustria (Innsbruck) i Alemanya (Bonn). El 1956 obté el Premi Extraordinari del Doctorat a la Universitat de Madrid. Des del 1954 és professor adjunt i des del 1961 professor de neuropatologia a la Universitat de Bonn. Des del 1968 al 1998 és catedràtic de neuropatologia de la Universitat Lliure de Berlín, i exerceix de vicepresident i degà de la facultat de Medicina durant sis anys. Va ser el primer rector de la Universitat Internacional de Catalunya, del 1997 al 2002.
Ha estat investit doctor honoris causa per les universitats de Saragossa (1984), Complutense de Madrid, Barcelona, Tokushima (Japó), Saransk (Rússia) i Hannover (Alemanya). És membre de la Reial Acadèmia de Medicina de Saragossa (2010) i València (1982) i de la Reial Acadèmia de Doctors (2002). Ha estat guardonat amb la Placa de Marinescu de l'Acadèmia Romanesa de Ciències, la Gran Creu del Mèrit Civil de la República Federal Alemanya, i la Creu de l'Ordre Civil d'Alfons X el Savi (1999), entre d'altres. El 2002 va rebre la Creu de Sant Jordi.
És autor de set llibres publicats i vuit d'editats, així com autor de 603 treballs mèdics. Són especialment destacats els seus estudis sobre la patologia del sistema nerviós central, la involució senil, la microcirculació cerebral i l'encefalitis granulomatosa reticulohistiocitària. També ha estat col·laborador al diari El País.
Va presentar les seves Memòries. Berlín i Barcelona, anada i retorn el juny del 2013 al costat de l'expresident de la Generalitat, Jordi Pujol i Soley. Al llibre exposa que un punt central de la seva vida va ser conèixer personalment a sant Josepmaria, fundador de l'Opus Dei.

## Obres
- Pathology of Cerebral Microcirculation  Ed. de Gruyter, Berlin-New York, 1974 ISBN 9783110044720
- Estudio al microscopio electrónico del ganglio raquídeo normal y después de la ciaticotomía Ed. CSIC, Madrid, 1979. ISBN 9788400006983
- Metabolic and Degenerative Diseases of the Central Nervous System: Pathology, Biochemistry, and Genetics Ed. Academic Press, 1995, San Diego, ISBN 9780121652500
- Cerebral Microcirculation and Metabolism
- Neuropathology and Neuropharmacology